# Dúvida

Pintura de Caravaggio (1571-1610) retratando São Tomé duvidando da ressurreição de Jesus

A dúvida é uma condição psicológica ou sentimento caracterizado pela ausência de certeza, convicção quanto a uma ideia, fato, ação, asserção ou decisão. 

## Etimologia
"Dúvida" é um deverbal de "duvidar".

## Método científico
O método científico pode ser descrito como motivado pela dúvida: é a dúvida que faz com que, em vez de aceitar teorias científicas já existentes e aceitas, proponham-se novas experiências para confirmar se as teorias tradicionais continuam válidas.

## Filosofia
A dúvida sintetiza os dois primeiros passos da experiência filosófica: "estranhamento" e "questionamento". São três os passos para a experiência filosófica. Os dois citados acima, e o terceiro: a "busca pela resposta". Vale ressaltar que nem todo tipo de dúvida é filosófico.

## Religião
Duvidar de que deuses ou divindades existam é a base do agnosticismo. Além disso, esse tipo de dúvida implica questionar também as escrituras religiosas, supostamente inspiradas pelas divindades. Nesse caso, a dúvida se reflete num desacreditar de um conjunto de crenças. Por esse motivo, em muitas religiões, a dúvida é explicitamente combatida, sendo esperada total credulidade sem nenhum grau de hesitação por parte do adepto. Disto, vem o entendimento do conceito de dogma, uma afirmação que jamais deve ser questionada ou colocada em dúvida.